# Gundi Busch
Gundula „Gundi“ Busch (* 29. April 1935 in Mailand; † 31. Januar 2014 in Stockholm) war eine deutsche Eiskunstläuferin, die im Einzellauf startete. Sie war die Weltmeisterin und Europameisterin von 1954 und damit die erste deutsche Weltmeisterin und auch Europameisterin im Eiskunstlauf der Damen.

## Werdegang
Gundi Busch war die Tochter eines Fabrikanten. Die Familie zog von Mailand über Haarlem in den Niederlanden nach Garmisch-Partenkirchen. Sie begann mit dem Eiskunstlaufen in Mailand mit viereinhalb Jahren. Später nahm sie Ballettunterricht in Garmisch-Partenkirchen und trainierte auch zeitweise in London sowie beim Kölner EK. Ihre Trainerin war Thea Frenssen.
Die deutsche Meisterin von 1953 und 1954 nahm im Zeitraum von 1951 bis 1954 an Welt- und Europameisterschaften teil. 1953 wurde sie hinter der Britin Valda Osborn Vize-Europameisterin in Dortmund und hinter der US-Amerikanerin Tenley Albright Vize-Weltmeisterin in Davos. Ein Jahr später wurde sie in Bozen Europameisterin und in Oslo Weltmeisterin. Beide Titelgewinne waren die ersten für eine deutsche Eiskunstläuferin im Einzellauf. Ihre einzigen Olympischen Spiele hatte sie 1952 in Oslo auf dem achten Platz beendet. Für ihre sportlichen Leistungen erhielt sie am 19. Februar 1954 das Silberne Lorbeerblatt.
Gleich nach ihren Erfolgen beendete Busch 1954 im Alter von erst 19 Jahren ihre Amateurkarriere und ging zur Hollywood Ice Revue. 1956 heiratete sie den schwedischen Eishockeyprofi Gösta „Lill-Lulle“ Johansson und zog mit ihm nach Schweden. Dort wurde ein Jahr später ihr gemeinsamer Sohn Peter Lulle geboren. Gundi Busch arbeitete unter anderem als Trainerin.
Im April 2009 erschien ihre Lebensgeschichte unter dem Titel Mein eiskaltes Leben. Darin beschreibt Gundi Busch, wie sie von ihrer Mutter zum Eiskunstlaufen gedrängt wurde.

## Ergebnisse
| Wettbewerb / Jahr        | 1951 | 1952 | 1953 | 1954 |
| ------------------------ | ---- | ---- | ---- | ---- |
| Olympische Winterspiele  |      | 8.   |      |      |
| Weltmeisterschaften      | 10.  | 6.   | 2.   | 1.   |
| Europameisterschaften    | 6.   | 7.   | 2.   | 1.   |
| Deutsche Meisterschaften | 3.   | 2.   | 1.   | 1.   |

## Veröffentlichungen
- Gundi Busch: Mein eiskaltes Leben. Münster: Biographie-Verlag Damwerth, 2009. ISBN 978-3-937772-13-4